# Открытая галерея
Открытая галерея — московская галерея современного искусства.

## История
Открытая галерея была представлена художественной общественности её владелицей, искусствоведом и архитектором Натальей Тамручи, в апреле 2009 года в самом центре Москвы, в Трубниковском переулке. Галерея открылась выставкой «Тайная жизнь тел».
Открытая галерея расположена в доме конца позапрошлого века, в бывших подвальных мастерских Московского союза художников.

## Круг художников
- Юрий Аввакумов
- Константин Аджер
- Никита Алексеев
- Юрий Альберт
- Александр Бродский
- Александр Джикия
- Елена Елагина и Игорь Макаревич
- Владислав Ефимов
- Андрей Кузькин
- Иван Лунгин
- Владислав Мамышев-Монро
- МишМаш
- Андрей Монастырский
- Витас Стасюнас
- Авдей Тер-Оганьян
- Вера Хлебникова
- Гор Чахал
- Игорь Шелковский
- Сергей Шутов

## Наиболее значимые выставки
- 2011 — «Ордер». Витас Стасюнас.[4]
- 2011 — «Все впереди!». Андрей Кузькин.[5]
- 2009 — «Картина как часть художника». Дмитрий Плавинский.[6]
- 2009 — «Тайная жизнь тел» (Елена Елагина, Игорь Макаревич, Андрей Монастырский, Ирина Нахова, группа Мишмаш, Хаим Сокол, Сергей Серп).[3]